# 北斗 (俳優)
北斗（ほくと、1980年8月11日 - ）は、近畿地方を拠点に活動している日本の俳優。Dプロモーション所属。

## 来歴
大阪府出身。奈良大学社会学部人間関係学科卒業。
25歳で芝居の道へ進み、28歳のときに大衆演劇の世界を知る。30歳のとき、「下町かぶき組」のメンバーで「下町かぶき組 劇団悠」の座長でもある和悠斗（後の松井悠）の付き人になり、3年にわたって殺陣と日本舞踊を学ぶ。
独立後、松竹芸能の和泉大輔とともに「劇団未来機関」を旗揚げする。以来、同劇団の座長を務めながらDプロモーションの俳優としても活動している。2020年からは、会員とのやり取りにZoomを活用したオンラインエクササイズ講座「art therapy PURE ACT」のインストラクターも務めている。

## 出演

### テレビドラマ
- 恋するユーレイ（2006年、サンテレビ） - 結城としひで 役
- 放送90年ドラマ 経世済民の男 小林一三（2015年、NHK大阪放送局）
- BS時代劇 伝七捕物帳（2016年、NHK BSプレミアム）
- 石川五右衛門（2016年、テレビ東京）
- ドラマ10 コピーフェイス〜消された私〜（2016年、NHK大阪放送局）
- 連続テレビ小説
  - ひよっこ（2017年、NHK大阪放送局） - 怪しい男 役
  - ブギウギ（2023年、NHK大阪放送局） - 野口 役
- 明治維新150年スペシャル 決戦！鳥羽伏見の戦い 日本の未来を決めた7日間（2017年、NHK BSプレミアム）
- 大河ドラマ 青天を衝け（2021年、NHK） - 松前崇広 役

### テレビ番組
- その時歴史が動いた「人間は尊敬すべきものだ 〜全国水平社・差別との闘い〜」（2008年、NHK大阪放送局） - 西光万吉 役
- 歴史秘話ヒストリア（NHK大阪放送局）
  - 第94回「ああ、討ち入りさえなかったら…3つの“裏”忠臣蔵」（2011年） - 堀部安兵衛 役
  - 第196回「官兵衛VS.三成 それぞれの戦国乱世」（2014年） - 明の使節 役
  - 第216回「幻の巨大潜水艦 伊400 日本海軍 極秘プロジェクトの真実」（2015年）
  - 第231回「渋谷とハチ公 真実の物語」（2015年）
  - 第249回「あしたは動物園に行こう」（2016年） - 三井高孟 役
  - 第254回「新選組 ボクらの友情と青春」（2016年）
  - 第267回「戦国一のワル？ 山形・最上兄妹の素顔」（2016年） - 最上義光 役
  - 第293回「浅井長政 戦国ぽっちゃり男子の愛と誠」（2017年） - 織田信長 役
- ハピくるっ!（関西テレビ） - 再現VTR出演
- バリバラ〜障害者情報バラエティー〜 ショートドラマ「鬼は外」（2015年、NHK大阪放送局）
- レシピ 私を作ったごはん 辰吉丈一郎（2017年、NHK岡山放送局） - 小林光一 役

### 映画
- さよなら、またね - 渋川浩志 役
- 日本のいちばん長い日（2015年）
- 土竜の唄 香港狂騒曲（2016年）
- 無限の住人（2016年製作/2017年公開）

### 舞台
- 劇団まげもん公演 時代劇コメディ よいではないか
- チーム河西プロデュース公演 誰かが誰かを愛してる（2014年、大丸心斎橋劇場）
- 劇団未来機関公演 桃太郎（2017年、道頓堀ZAZA）
- 劇団未来機関公演 開国ロック（2018年、道頓堀ZAZA）

### CM
- オフィス家具 オカムラ
- レボライト ウェブCM 第1話・第2話・第3話（株式会社パトライト） - 譜呂施寿正 役